# 메밀꽃 필 무렵
메밀꽃 필 무렵은 1936년 《조광(朝光)》지에 발표된 이효석의 단편소설이다. 소설의 주 무대는 강원도 평창군 봉평면 일대이며, 마치 시처럼 서정적인 표현이 다수 사용되기도 했다. 원제는 《모밀꽃 필 무렵》이나, 현행 맞춤법 규정에 따라 표기한다.

## 줄거리
장돌뱅이 허 생원은 친구 조 선달과 함께 다닌다. 허 생원은 얼금뱅이에 왼손잡이라 여자와는 거리가 멀었고, 나귀를 평생 벗삼아 살았다. 어느 여름날 허 생원은 봉평 장에서 장사를 마치고 주막 충줏집에서 술을 마시는데, 젊은 장돌뱅이 동이가 충줏집과 농탕치는 것을 보고는 화가 치밀어 동이를 때린다. 그러나 동이는 허 생원의 나귀가 발정이 나 줄을 끊으려 하자, 이를 허 생원에게 알릴 정도로 착하다. 그날 달이 뜬 밤, 허 생원과 조 선달, 동이는 대화 장으로 이동하기 위해 산길을 걷는다. 길은 메밀꽃이 주위에 피어서 한 줄로 지나가야만 했기에, 조 선달이 허 생원을 앞세우고 동이는 뒤로 쳐져서 따라왔다. 허 생원은 젊었을 적에 물레방앗간에서 처녀를 딱 하루 만나 하룻밤을 보내지만 제천으로 돌아가 만나지 못했다는 이야기를 조 선달에게 하지만, 동이는 이 이야기를 듣지 못한다. 고개를 넘자 길이 넓어진다. 동이는 봉평이 고향이며 제천에서 달이 채 차지 못하고 자신을 낳고 쫓겨난 어머니, 매일같이 술만 마시는 의붓아버지(고주망태인 의붓아버지)의 이야기를 둘에게 한다. 세 사람은 하천을 건너다가, 허 생원은 그만 물에 빠져 버린다. 동이가 허 생원을 업고 물을 다 건너고, 허 생원은 동이가 왼손잡이인 것을 보고 자신과 닮았다고 생각한다. 마침내 허 생원은 동이가 자신의 아들임을 눈치 채고 동이와 제천으로 함께 가면서 소설은 열린 결말로 끝난다.

## 원작을 각색한 영상
- 1967년 12월 15일 이성구 감독의 동명 영화 개봉하였다.
- 1982년 9월 25일 KBS TV 문학관으로 방영되었다.
- 2005년 12월 25일 KBS HDTV 문학관으로 방영되었다.
- 2012년 애니메이션으로 제작되어 제17회 부산국제영화제에 출품되었다.
- 2014년 극장용 애니메이션 《메밀꽃, 운수 좋은》이 발표되었다.